# Franciscus van Assisikerk (Reijmerstok)
De Franciscus van Assisikerk is een kerkgebouw in Reijmerstok in de Nederlands Zuid-Limburgse gemeente Gulpen-Wittem. Ze ligt aan de hoofdstraat door het dorp.
De kerk is in 1922 gebouwd met elementen van expressionisme naar het ontwerp van architect Jos Wielders uit Sittard. Het gebouw is opgetrokken in baksteen in twee tinten en is dwars op de weg geplaatst met een rechthoekig plattegrond met afgeronde hoeken. Ze is gedekt met een zadeldak met leien. Aan de straatzijde bevindt zich aan de kopkant van de kerk de toren met ingang. Tussen de straat en de kerk bevindt zich een toegangstrap om de hoger gelegen kerk te bereiken. Het kerkgebouw heeft een zadeldaktoren.
De oude kerk van Reijmerstok uit 1838 was opgetrokken in mergel en was eveneens gewijd aan Franciscus van Assisi. Deze bevindt zich thans links van de huidige kerk en is verbouwd. Het is een neoclassicistisch zaalkerkje dat werd gebouwd toen de parochie zich van die van Gulpen. Na de in gebruikname van de nieuwe kerk in 1922 werd de oude kerk verbouwd tot feestzaal en woonhuis.
Het huidige kerkgebouw is een rijksmonument en is gewijd aan Franciscus van Assisi.